# Harpij (roofvogel)
De harpij (Harpia harpyja) is een roofvogel behorend tot de familie havikachtigen (Accipitridae). De wetenschappelijke naam van de soort werd als Vultur harpyja in 1758 gepubliceerd door Carl Linnaeus. Het is de grootste soort van de groep der kuifarenden en de enige soort uit het geslacht Harpia.

## Uiterlijk

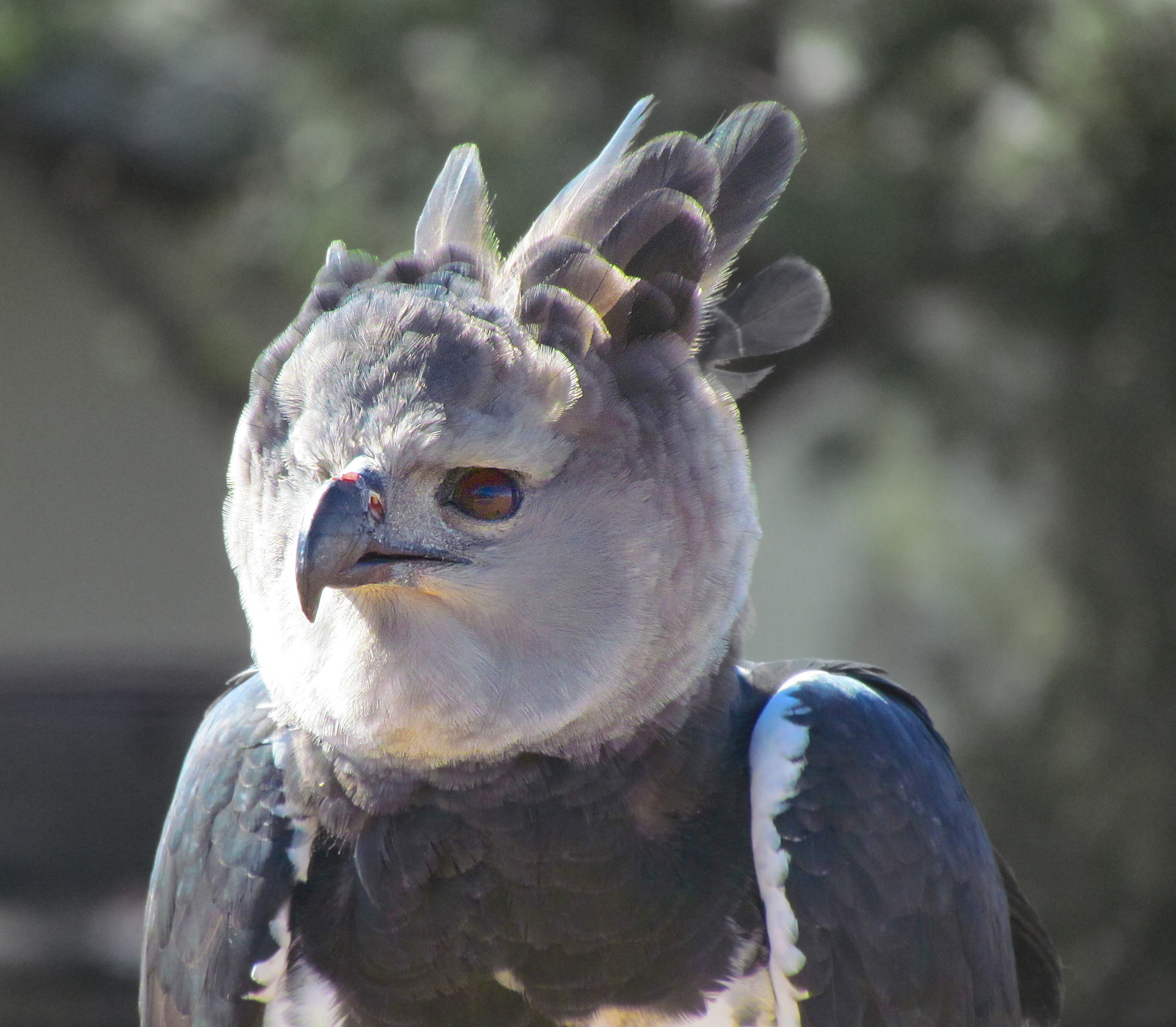
Portret van de harpij waarop de kuif goed te zien is.

De harpij, vernoemd naar de gevaarlijke wezens uit de Griekse mythologie, is een van de grootste arenden ter wereld. Het verenkleed van de harpij is donkergrijs, met uitzondering van de asgrijze kop en de witte buik. Over de borst loopt een zwarte band. Beide geslachten hebben een kuif van lange veren op de bovenkant van de kop, die opgezet kan worden. De harpij heeft korte, maar zeer sterke poten met lange, sterk gekromde nagels. De brede vleugels zijn voor een vogel van deze omvang kort en stellen de harpij, samen met de beweeglijke staart, in staat in de dichte bossen te jagen. Vrouwelijke harpijen zijn gemiddeld een derde groter dan de mannelijke exemplaren. De lichaamslengte bedraagt 89 tot 102 cm, de spanwijdte 175 tot 220 cm en het gewicht 4 tot 9 kg.

## Verspreiding en leefgebied
De harpij is een bewoner van het laaglandregenwoud in Midden- en Zuid-Amerika met als kerngebied het Amazoneregenwoud van Brazilië en Peru waar hij voorkomt in ongeschonden, maar ook wel in secundair bos tot op 900 m boven de zeespiegel.

## Status
In geschikt leefgebied is harpij nog redelijk algemeen. De grootte van de populatie wordt geschat op 100-250 duizend volwassen individuen. De harpij gaat in aantal achteruit. Deze fanatieke roofvogel heeft een enorme aantrekkingskracht op jagers en afschot is zeer nadelig voor de populaties van deze vogel die zich langzaam voortplant. Verder wordt gevreesd voor aantasting van zijn leefgebied, door de voortdurende ontbossingen. Als de jacht beperkt kan worden en als de landen waarbinnen het Amazoneregenwoud ligt een ecologische structuur scheppen van met elkaar verbonden stukken ongeschonden of goed beheerd secundair bos, dan kan de vogel van de Rode Lijst worden afgevoerd. Nu staat hij als kwetsbaar op de Rode Lijst van de IUCN.

## Voedsel
Allerlei middelgrote dieren, zoals apen, luiaards, boomstekelvarkens, kleine beren, toekans, papegaaien, leguanen en slangen vormen het voedsel van de harpij. De sterke poten en klauwen zijn zeer geschikt om deze dieren uit de bomen te grijpen. Soms daalt de harpij ook verder af naar beneden en grijpt hij aguti’s en hoendervogels van de bosbodem.
De harpij pakt zijn prooi meestal uit de boomkruinen, waarbij hij zich dwars door de kroonlaag stort en zich met grote behendigheid tussen de takken door manoeuvreert. Tijdens zijn duikvluchten kan deze arend snelheden van wel 50 km/h bereiken. Vaak zit de harpij op een uitstekende tak in het kronendak, uitkijkend naar een prooi. Wanneer de prooi gegrepen is, neemt de harpij zijn prooi mee door de lucht naar een brede tak of nest om hem op te eten. Grotere prooien zoals luiaards of grote apen worden deels direct opgegeten.

## Voortplanting
Harpijen zijn net als alle andere arenden monogaam en blijven tot de dood bij dezelfde partner. Nesten, die bestaan uit een platform van takken, worden gebouwd in hoge bomen, soms wel veertig tot zestig meter boven de grond. Harpijen brengen één of twee jongen groot per legsel. De broedtijd bedraagt 53-56 dagen. Na het uitkomen van de jongen worden ze tien maanden of meer gevoerd door de ouders.

## Verwanten
In Latijns-Amerika leeft verder nog een verwant van de harpij: de wurgarend (Morphnus guianensis). In Nieuw-Guinea leeft een ander verwant die in het Nederlands harpij-arend (ook wel Nieuw-Guinese harpij-arend, Harpyopsis novaeguineae) wordt genoemd.

## Symboliek
De harpij wordt in Panama gezien als nationale vogel en staat daarom in het wapen van Panama.